# Bergamo
Bergamo (lombardsko Bèrghem) je mesto v Lombardiji v Italiji, ki leži okoli 40 km severovzhodno od Milana in 30 km od jezer Como in  Iseo. Bergamske Alpe se začnejo takoj severno od mesta.
Bergamo je sedež pokrajine Bergamo. Z okoli 120.000 prebivalcev je četrto največje mesto v Lombardiji. Metropolitansko območje Bergama sega prek upravnih meja mesta, čez gosto urbanizirano območje z nekaj manj kot 500.000 prebivalci. 
Metropolitansko območje Bergama je samo del širšega metropolitanskega območja Milana, kjer živi več kot 8 milijonov ljudi. Od leta 2015 je Bergamo drugo najbolj obiskano mesto v Lombardiji za Milanom. 
Mesto je dobro povezano z več mesti v Evropi in Sredozemlju z mednarodnim letališčem Il Caravaggio, ki je tretje najprometnejše letališče v Italiji, leta 2005 je bilo 10,5 milijona potnikov, in avtocesto A4, ki poteka na osi med Milanom, Verono in Benetkami.

## Zgodovina

### Antika
Bergamo zaseda prostor starodavnega mesta Bergomum, ki je bilo naselje keltskega plemena Cenomani. Leta 49 pred našim štetjem je postal rimska občina, ki je imela na vrhuncu okoli 10.000 prebivalcev. Mesto je bilo pomembno vozlišče na vojaški cesti med Furlanijo in Retijo. V 5. stoletju ga je uničil Atila.

### Srednji vek
Od 6. stoletja je bil Bergamo sedež ene najpomembnejših lombardskih vojvodinj severne Italije skupaj z  Brescio, Trentom in Čedadom: njen prvi lombardski vojvoda je bil Valaris. Ko je Karel Veliki osvojil langobardsko kraljestvo, je postal sedež okraja pod Auteramom (umrl 816). Pomembna lombardska najdba bergamski zaklad iz 6. do 7. stoletja v bližini mesta v 19. stoletju je zdaj v Britanskem muzeju. 
Od 11. stoletja dalje je Bergamo samostojna občina. Sodelovala je v lombardski zvezi, ki jo je premagal Friderik I. Barbarosa leta 1165. Lokalni skupini gvelfi in gibelini sta bili Colleoni in Suardi. Spor med njima je povzročil, da je morala družina Omodea ali Amadea Tasso okoli 1250 pobegniti na sever, a se je vrnila v Bergamo v poznem 13. stoletju, kjer je organizirala mestno kurirsko službo (italijansko compagnia dei corrieri): morda je bila podlaga za cesarsko dinastijo Thurn und Taxis, ki ji pripisujejo zasluge za organizacijo prve sodobne poštne službe, saj je bil Amadeo Tasso patriarh družine Thurn und Taxis. Tassovo podjetje je bilo razmeroma učinkovito, sli so postali znani po vsej Italiji kot bergamski sli (bergamaschi).
Od leta 1264 je bil Bergamo v presledkih pod oblastjo Milana. Leta 1331 ga je dobil Ivan Češki, vendar ga je milanski Visconti pridobil nazaj.

### Zgodnja sodobna doba
Za kratko obdobje ga je leta 1407 osvojila družina Malatesta, leta 1428 pa je postal del Beneške republike, v kateri je ostal do leta 1797. Med letoma 1797 in 1815 sta bila Bergamo in njegovo ozemlje priključena političnim subjektom, nastalim v severni Italiji pod francosko in Napoleonovo oblastjo. Benečani so utrdili zgornji del mesta.

### Do danes
Leta 1815 je mesto spadalo v Lombardsko-beneško kraljestvo, ki mu je vladal avstrijski cesar. Giuseppe Garibaldi ga je osvobodil leta 1859 med drugo italijansko vojno za neodvisnost in Bergamo je postal del Kraljevine Italije. Zaradi prispevka k združitvi Italije je mesto znano tudi kot città dei mille (mesto tisočev). V 20. stoletju je Bergamo postal eno najbolj industrializiranih italijanskih mest. Je tudi eno redkih italijanskih mest, ki med drugo svetovno vojno ni bil močno poškodovan.

## Geografija
Bergamo je približno 50 kilometrov severovzhodno od Milana ob vznožju Alp na meji s Padsko nižino in ima 119.381 prebivalcev (stanje 31. december 2015). Staro Gornje mesto (Città Alta) je na nadmorski višini 380 m. Spodnje mesto (Città Bassa, tudi Città Borghi) in nekatera predmestja se širijo okoli starega mestnega jedra na hribu, v ravnini in na sosednjih hribih.
Podnebje je vlažno subtropsko (köppnova podnebna klasifikacija Cfa), ki je značilno za severno Italijo. 

## Znamenitosti
Mesto ima dva centra: Città Alta (gornji del mesta), srednjeveško mesto na vrhu hriba, ki ga obkrožajo kiklopski zidovi iz 16. stoletja in Città Bassa (spodnji del mesta). Oba dela mesta sta povezana z vzpenjačo/žičnico, cesto in pešpotjo. Parkirišč je v Gornjem mestu zelo malo.

### Gornje mesto
Gornje mesto, obdano z beneškim obzidjem (Mura venete di Bergamo), zgrajenem v 16. stoletju, je zgodovinsko središče Bergama in je od leta 2006 na poskusnem seznamu Unescove dediščine. . Gornje mesto je zelo drago za življenje, nepremičnine se prodajajo po 5 do 12 000 evrov za kvadratni meter. Ima številne znamenitosti:
- citadelo je zgradil Visconti v sredini 14. stoletja;
- Stari trg (Piazza Vecchia);
- Palača Pravice (Palazzo della Ragione) je bila sedež uprave mesta, ko je bila občina. Zdaj je v njej umetnostni muzej (Carrarska akademija). Zgrajena je bila v 12. stoletju, obnovljena je bila v poznem 16. stoletju, je delo Pietra Isabella. Na fasadi nad oknom je lev svetega Marka, ki potrjuje dolgo obdobje beneške prevlade. Atrij ima dobro ohranjeno sončno uro iz 18. stoletja;
- Nova palača (Palazzo Nuovo) (Biblioteca Civica Angelo Mai). Zasnoval jo je Vincenzo Scamozzi v začetku 17. stoletja, vendar je bila kočana šele leta 1928;
- Bazilika Marije Snežne (Basilica di Santa Maria Maggiore). Graditi so jo začeli leta 1137 na mestu prejšnje verske zgradbe iz 7. stoletja. Gradnja se je nadaljevala vse do 15. stoletja. Od te prve zgradbe sta ostala zunanja romanska struktura in tloris grškega križa. Notranjost je bila v glavnem spremenjena v 16. in 17. stoletju. Kupola ima freske Giovannija Battiste Tiepola. Omembe vredna sta veliki križ in grobnica  Gaetana Donizettija;
- Colleonijeva kapela je ob baziliki Marije Snežne in je mojstrovina renesančne arhitekture in dekorativne umetnosti. V njej je grobnica kondotjerja Bartolomea Colleonija;
- Krstilnica (Battistero) je elegantna osmerokotna zgradba iz leta 1340;
- Stolnica v Bergamu (Duomo) je bila zgrajena v poznem 17. stoletju s kasnejšimi spremembami;
- Rocca (utrjeni dvorec). Gradnja se je začela leta 1331 na hribu Sant'Eufemia po naročilu Viljema Castelbarca, župnika Ivana Češkega, kasneje ga je dopolnil Azzone Visconti. Dodana mu je bila širša trdnjava, zdaj pa je delno izgubljena. Benečani so zgradili velik stolp in tudi obzidje (Mura Veneziane), dolgo 6200 metrov;
- cerkev San Michele al Pozzo Bianco je bila zgrajena v 12. stoletju, v njej je veliko fresk iz 12. do 16. stoletja, tudi slike  Lorenza Lotta;
- Arheološki mestni muzej (Museo Civico Archeologico) je v citadeli;
- Naravoslovni muzej Enrica Caffija (Museo di Scienze Naturali Enrico Caffi) je tudi v citadeli;
- Botanični vrt Lorenza Rote (Orto Botanico di Bergamo Lorenzo Rota);
- Staro mesto (Città Alta) in njegova okolica sta del naravnega parka Parco dei Colli di Bergamo.

- Torre Civica
- Citadela
- Via Gombito
- Grad San Vigilio
- Palazzo Medolago
- Porta San Giacomo

### Spodnje mesto
Spodnje mesto je sodoben center Bergama. Ob koncu 19. stoletja so ga sestavljale stanovanjske soseske, zgrajene ob glavnih cestah, ki so povezovale Bergamo z drugimi mesti Lombardije. Glavna okrožja so Borgo Palazzo po cesti do Brescie, Borgo San Leonardo po cesti do Milana in Borgo Santa Caterina po cesti do Valle Seriana. Mesto se je v 20. stoletju hitro razširilo. V prvih desetletjih je občina postavila velike zgradbe, kot so nova upravna poslopja in različni uradi, da bi ustvarili nov center mesta. Po drugi svetovni vojni so bile zgrajene mnoge stanovanjske stavbe v delu mesta, ki je zdaj razdeljeno v več sosesk, kot so Longuelo, Colognola, Malpensata in Boccaleone, Redona in Valtesse med mnogimi drugimi. Nakupovalni center je na cesti 20 Settembre. Cerkev "Santo Spirito" hrani oltarno sliko Lorenza Lotta Marija in otrok s svetniki. Najpomembnejši znamenitosti sta:
- Pinakoteka Carrarske akademije
- Galerija moderne in sodobne umetnosti (Galleria d'Arte Moderna e Contemporanea), znana kot GAMeC

- Santa Maria delle Grazie
- Torre dei Caduti
- Carrarska akademija
- Bergamo ponoči

## Demografija
Leta 2010 je v Bergamu živelo 119.551 ljudi, od katerih je bilo 46,6 % moških in 53,4 % žensk. Povprečna starost prebivalcev Bergama je 45 let v primerjavi z italijanskim povprečjem, ki je 43 let.
Leta 2010 je bilo 85 % prebivalcev Italijanov. Največja skupina priseljencev 4,89 % je iz drugih evropskih držav (največ iz Romunije in Ukrajine), iz južne Amerike (večinoma iz Cochabambe iz Bolivije) 4,61 %, iz podsaharske Afrike 1,59 %, iz severne Afrike 1,53 %. Mesto je pretežno katoliško, vendar je zaradi priseljevanja nekaj pravoslavnih kristjanov, muslimanov in protestantov.

## Gospodarstvo
V Bergamu kot središču in glavnem mestu pokrajine so uradi pokrajinske javne uprave. V preteklosti so bile v občini številne tovarne, predvsem za električne komponente, industrijsko mehaniko in založniška podjetja, vendar so se preselili iz mesta. V mestu so še vedno sedeži teh velikih korporacij:
- UTD-skupina, prej BPU in Banca Popolare di Bergamo – Credito Varesino, glavni sedež 4. največje italijanske bančne skupine;
- Brembo, glavni sedež in proizvodnja zavornih sistemov, zlasti za visoko zmogljive avtomobile in motorna kolesa;
- Tenaris je svetovni proizvajalec in dobavitelj brezšivnih in varjenih izdelkov jeklenih cevi in ponudnik obdelave cevi, skladiščenja in distribucije storitev za nafto in plin, energijo in strojno industrijo;
- ABB SpA, pisarne in obrat multinacionalne korporacije, ki deluje predvsem na področju električne energije in avtomatizacijske tehnologije.

## Mesto glasbe
Bergamo ima pomembno mesto v zgodovini glasbe. Veliko romansko cerkev Marije Snežne so začeli graditi leta 1137 in je imela stalno in dobro dokumentirano tradicijo poučevanja glasbe in petja že več kot 800 let. Ko je bilo mesto pod beneško oblastjo, je bil uvožen tudi beneški glasbeni slog; nastala je velika instrumentalna skupina za spremljavo zborovskega petja. Skladatelji, kot je Gasparo Alberti, je pisal polifonsko glasbo za dvoje orgel, trobila in violo, slog je običajno povezan z Benetkami, ki je cvetel v drobnem akustičnem okolju cerkve svete Marije Snežne.
Mesto je posodilo svoje ime slogu ljudskega plesa, znanem kot bergamaska, značilen za ljudi v tej regiji. Znan je po svoji norčavosti, norec Nick Bottom v Shakespearjevi drami Sen Kresne noči se sklicuje na njihov ples bergamaska. To nekonvencionalno obliko je uporabil tudi Debussy v svoji Suite bergamasque.
Odlični glasbeniki, rojeni v Bergamu, so: Gaetano Donizetti, Pietro Locatelli, Antonio Lolli, Gianluigi Trovesi, Roby Facchinetti, Alfredo Piatti, Fabrizio Frigeni in Gianandrea Gavazzeni. Alessandro Grandi, eden izmed najbolj naprednih skladateljev z začetka 17. stoletja za Monteverdijem, je bil kapelnik (maestro di cappella) do svoje smrti zaradi kuge leta 1630; Tarquinio Merula, še naprednejši skladatelj in eden od ustanoviteljev zgodnje sonate, je prevzel njegovo mesto.

## Pomembni meščani
Bergamo je rojstni kraj in zadnje počivališče Enrica Rastellija, visokotehničnega in svetovno znanega žonglerja, ki je živel v mestu in leta 1931 umrl, star komaj 34 let. V njegovem mavzoleju je kip v naravni velikosti. V mestu so bili dejavni številni slikarji, med njimi Giovanni Paolo Cavagna, Francesco Zucco in Enea Salmeggia, od katerih so vsi slikali v cerkvi Marije Snežne. Kipar Giacomo Manzù in basbaritonist, operni pevec Alex Esposito sta bila rojena v Bergamu. Slavni ameriški elektroinženir in profesor Andrew Viterbi, izumitelj Viterbijevega algoritma je bil rojen v Bergamu, a se je v obdobju fašizma preselil v ZDA, ker je bil Jud. Med oblikovalci, rojenimi v Bergamu, je Mariuccia Mandelli, ustanoviteljica Krizie in ena prvih modnih oblikovalk, ki je ustvarila uspešno linijo oblačil za moške. 

## Pobratena mesta
Bergamo je pobraten z mesti:
- Greenville, Južna Karolina, ZDA, od 1985
- Pueblo, Kolorado, ZDA[7]
- Mulhouse, Francija, od 1989
- Tver, Rusija, od 1989
- Bengbu, Kitajska, od 1988
- Cochabamba, Bolivija, od 2008[8]

Bergamo je partnersko mesto z mesti:
- Dąbrowa Górnicza, Poljska
- Olkusz, Poljska
- Bolesław, Poljska
- Posadas, Argentina, prijateljsko in sodelujoče mesto od leta 1998[9]

### Konzulati
Bergamo je sedež konzulatov teh držav:
- Bolivija[10]
- Malavi[11]
- Švica[12]